# 丸池 (静岡県)
丸池（まるいけ）は、静岡県駿東郡清水町玉川にある池。玉川池（玉川用水池）とも呼ばれる。伊豆半島ジオパーク。

## 地理
清水町の北東部に位置する。16世紀、戦国時代に農業用のため池として建設された人工の池である。面積7,800平方メートル、周囲長280メートルで、玉川地内にある境川西岸湧水群を由来とする水を湛える。その水は現在もなお、玉川を始め堂庭・久米田・戸田・畑中・的場・湯川の合計7地区（旧7か村）にわたる農地を潤している。

## 歴史
元亀3年（1572年）付けで発給された朱印状に、築堤についての記述が見られる。戦国時代であった当時、この地を治めていた戦国大名・後北条氏が発給したもので、丸池の建設に関する記述であるとされる。現在の三島市・楽寿園にある小浜池からも千貫樋を通して水を引いた。
文政年間（江戸時代）、丸池で大きな水争いが勃発した。玉川村の高田氏が丸池に水車を設置し、水を境川に引水。これにより水田が荒廃したとして、周辺6か村は玉川村と対立した。戸田村の名主・安右衛門と、湯川村の名主・清兵衛の2人が6村の総代表として江戸の奉行所へ訴え出たものの敗訴、獄死するという結果に終わった。この問題は1873年（明治6年）に和解し、丸池は晴れて7か村共有の財産となった。村民らは安右衛門・清兵衛の名を後世に伝えるため、建立した神社に2人の名をとって古安神社・平清神社と命名し、2人を祀った。

## 周辺
丸池の周囲には散策路が整備され、人々に憩いの場を提供している。当地からは富士山が望め、水面には逆さ富士が映る。春は桜が美しい。
- 清霊神社 - 丸池のほとりにある神社。日清戦争から第二次世界大戦までの間の戦没者249柱を祀っている[4]。
- 清住緑地 - 丸池に隣接する湧水群。水草のミシマバイカモなどが見られる。市街地に近く、地域住民らの手によって整備されている[2][5]。
- サントムーン柿田川[6] - ショッピングセンター。

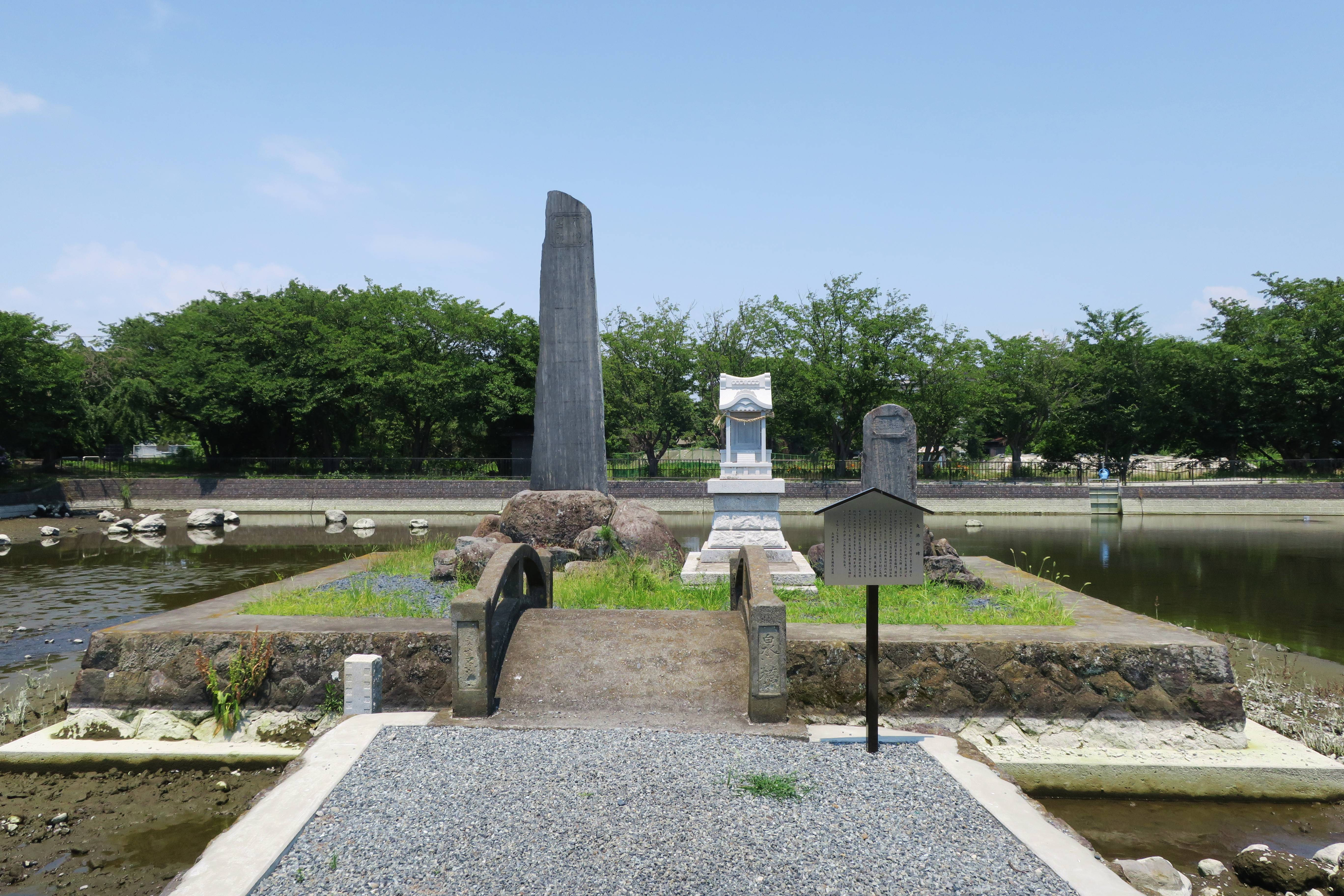
丸池の碑
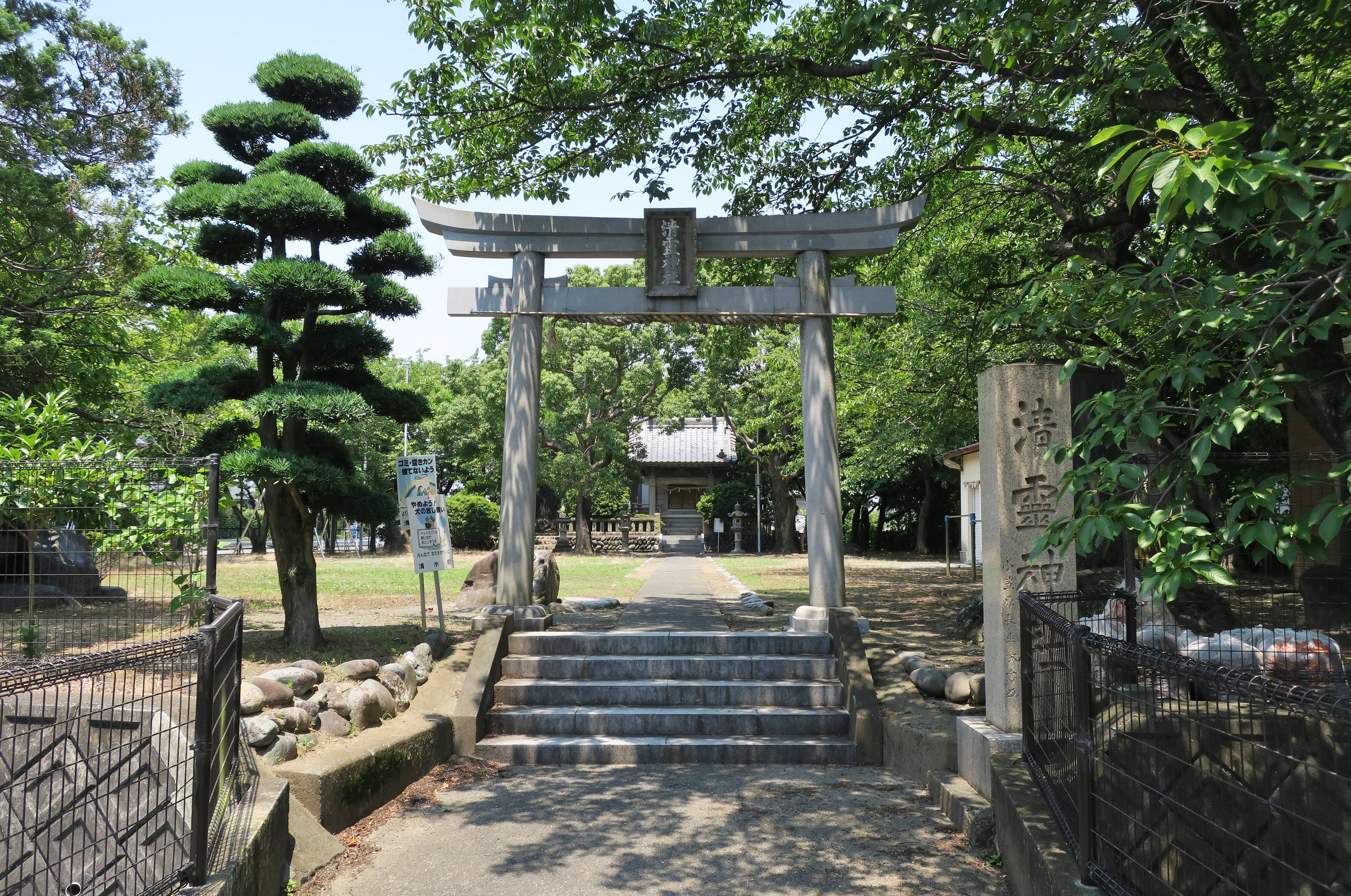
清霊神社
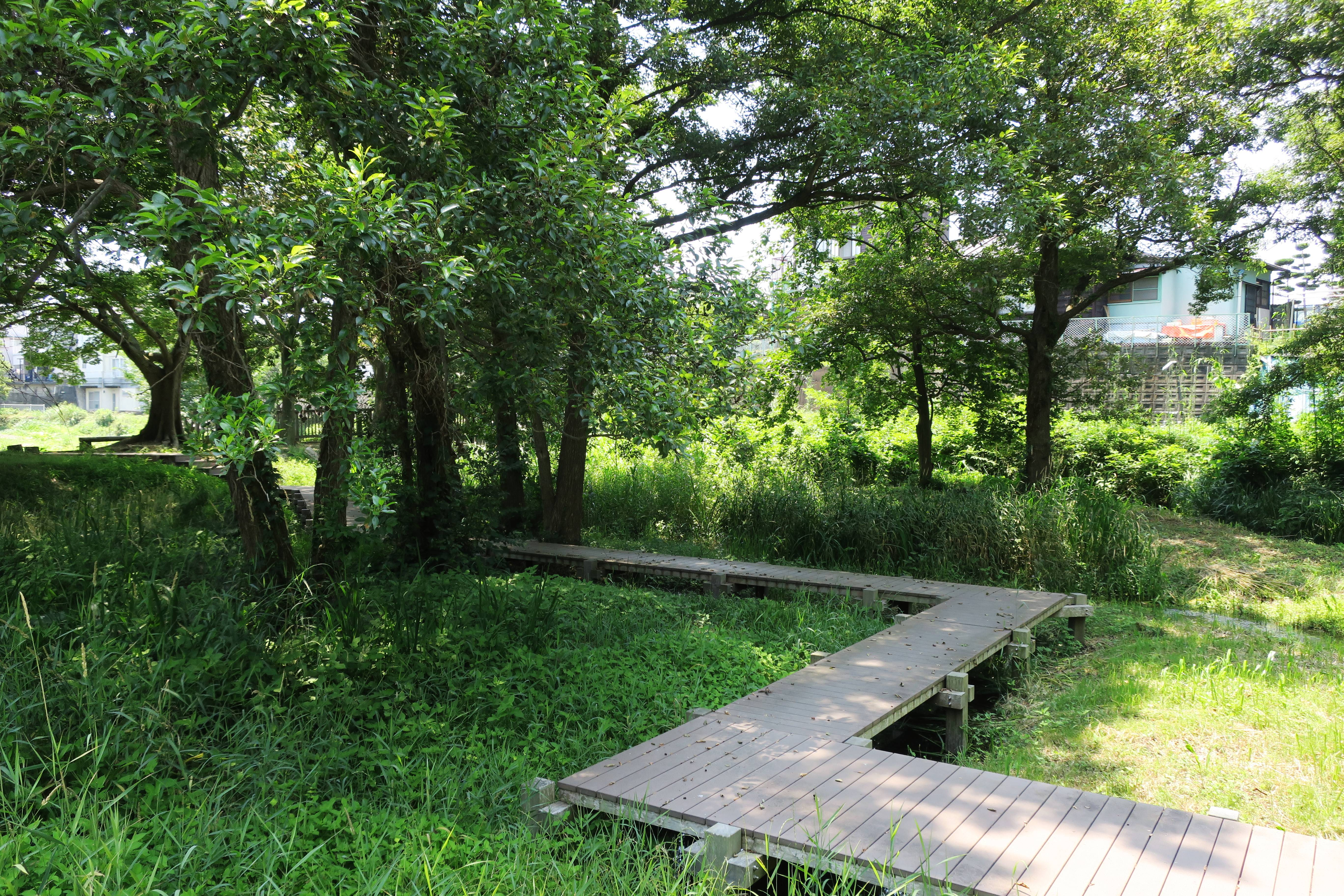
境川・清住緑地（朝比奈トンボの里）

## アクセス
公共交通機関
JR三島駅から沼津商業高校方面行き路線バス（東海バスオレンジシャトル）に乗車し、「玉川」バス停にて下車、徒歩3分間。
自家用自動車
東名高速道路・沼津インターチェンジから自動車で約13分間。